# Nepenthes palawanensis
Nepenthes palawanensis är en tvåhjärtbladig växtart som beskrevs av S. Mcpherson, Cervancia, Chi. C. Lee, Jaunzems, Mey och A.S. Rob. Nepenthes palawanensis ingår i släktet Nepenthes och familjen Nepenthaceae. Inga underarter finns listade i Catalogue of Life.

## Bildgalleri

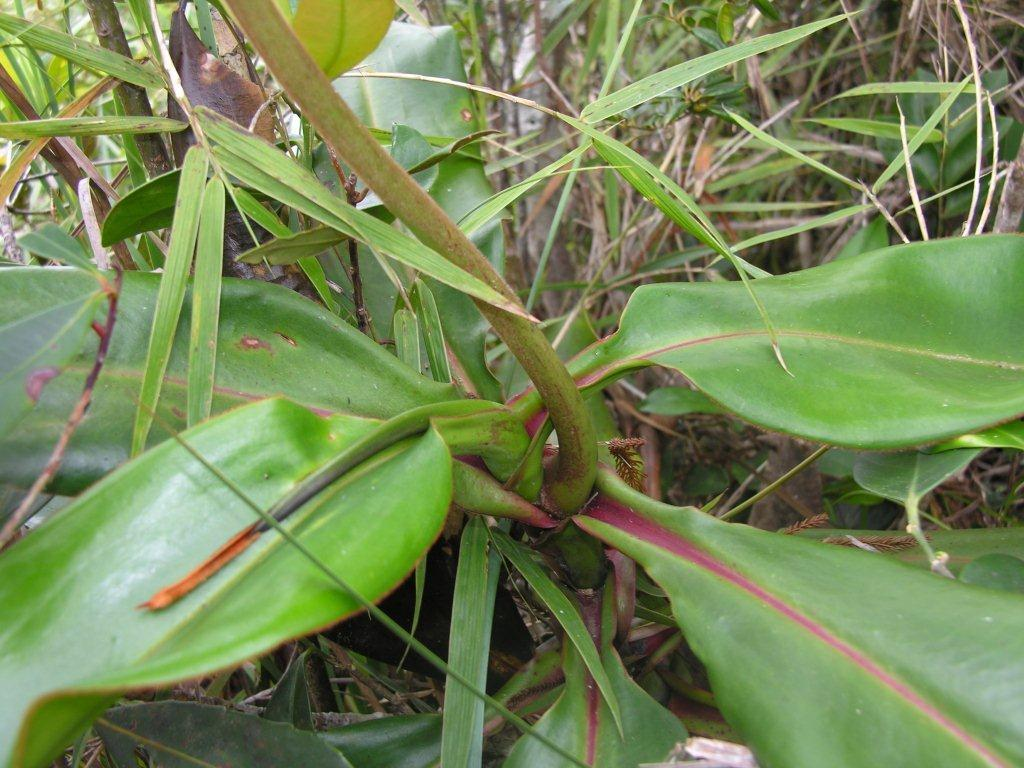